# Joaquim Ferreira (rugby à XV)
Pour les articles homonymes, voir Joaquim Ferreira et Ferreira.
Pas d'image ? Cliquez ici

a Compétitions nationales et continentales officielles uniquement.

b Matchs officiels uniquement.
Dernière mise à jour le 18 septembre 2018.
Joaquim Ferreira, né le 27 avril 1973 à Porto (Portugal), est un joueur international portugais de rugby à XV. Il a joué avec l'équipe du Portugal au poste de pilier ou talonneur. Il mesure 1,75 m et pèse 100 kg.

## Clubs
- Centro Desportivo Universitário do Porto (CDUP)

## Équipe du Portugal
- 87 sélections avec le Portugal (1993-2007)
- 15 points (3 essais)
- Coupe du monde: 2007.